# Președinte de parlament
Funcția de președinte de parlament este un titlu acordat conducătorului unei adunări deliberative, în special al unui corp legislativ. Rolul președintelui este de a modera dezbaterile, a împlini procedura, anunța rezultatele votului și alte asemenea acțiuni. 
Această funcție mai poartă și denumirea de speaker ori spicher (din engleză portavoce), fiind atestată pentru prima dată în Parlamentul Angliei în 1377, când Sir Thomas de Hungerford îndeplinea rolul de voce a instituției în împrejurări protocolare.